# Герард Адриан Хейнекен
Герард Адриан Хейнекен (на нидерландски: Gerard Adrian Heyneken) е нидерландски пивовар, основател на пивоварната компания „Brouwerij Heineken“, която произвежда известната марка бира Хайнекен.

## Биография
Герард Адриан Хейнекен е роден на 28 септември 1841 г. в Амстердам, в семейството на търговеца Корнелиус Хейнекен и Анна Гертруда ван дер Пауф. След смъртта на баща си, на 15 февруари 1864 г. Хайнекен купува пивоварната „De Hooiberg“ в Амстердам, която се преименува на „Brouwerij Heineken“.
Младият предприемач следва тенденциите идващи от Германия и започва да вари лагер бири с долна ферментация в стил пилзнер. Неговата пивоварна е първата в света, в която функционира лаборатория за контрол на качеството. Той привлича един от учениците на Луи Пастьор като ръководител на лабораторията. Този учен, д-р Елион, изолира през 1886 г. щам дрожди с изключително качество, т.н Heineken A-дрожди, които се използват в производството на бира.
Хейнекен се жени през 1871 г. за Мария Тиндал. Умира на 18 март 1893 г., на 51-годишна възраст. Когато умира, „Brouwerij Heineken“ е една от най-големите и най-важни пивоварни в Холандия. Синът му Хенри Пиер Хейнекен (1886-1971) и внукът му Фреди Хейнекен (1923-2002), продължават управлението на пивоварната.